# Wäldi
Wäldi är en ort och kommun i distriktet Kreuzlingen i kantonen Thurgau, Schweiz. Kommunen har 1 168 invånare (2023).
Till kommunen hör också byarna Engwilen, Lipperswil, Hattenhausen, Hefenhausen och Sonterswil. Kommunens förvaltning ligger i Hefenhausen.